# Münze von Maine

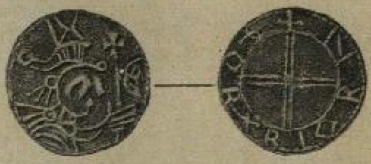
Eine gleichartige Münze

Die Münze von Maine (engl.: Maine Penny, auch Goddard coin) ist ein norwegisches Pfennigstück aus der Regierungszeit von Olaf Kyrre. Es wurde im Jahr 1957 von dem Hobbyforscher Guy Mellgren bei archäologischen Ausgrabungen einer alten Indianersiedlung bei Naskeag Point an der Penobscot Bay im US-Bundesstaat Maine gefunden. Da dort sonst keine so alten Fundstücke ausgegraben werden konnten, wurde zunächst vermutet, dass es sich um eine Fälschung handelt.
Das Maine State Museum sieht die Münze als „einziges präkolumbisches nordisches Fundstück in den USA, das gemeinhin als echt anerkannt wird“. Der Anthropologe Edmund Snow Carpenter hingegen sah 2003 einen präkolumbischen Ursprung der Münze in Nordamerika als unbewiesen an. 2017 hingegen kam Svein H. Gullbekk zu dem Ergebnis, dass die Echtheit der Münze und ihres Fundes zwar nicht zu beweisen sei, ein Betrug jedoch faktisch ausgeschlossen werden könne und somit die Echtheit des Fundes als plausibel anzusehen sei.
Die Münze wurde zwischen 1065 und 1080 n. Chr. geschlagen, mehr als 50 Jahre nach den letzten der Vinland-Reisen, von denen die Nordischen Sagen und Chronisten berichten. Dies legt die Vermutung nahe, dass auch später noch Kontakte zwischen Norwegen und Amerika bestanden. Das Grabungsfeld Goddard bei Naskeag Point in Maine wird auf die Zeit von 1180 bis 1235 datiert, und man geht davon aus, dass es von den indianischen Ureinwohnern der Gegend bewohnt wurde.
Da die Münze auf einer Grabungsstätte an der Küste gefunden worden sein soll, könnte man annehmen, dass die Wikinger bis hier hin kamen und die Münze hier verloren oder eintauschten. Die meisten Forscher, die den Fund als echt betrachten, verfolgen jedoch eine andere Theorie. Da die Münze das einzige nordeuropäische Fundstück dieser großen Grabung war, wird angenommen, dass die Münze auf dem Tauschwege von der indianischen Bevölkerung zu diesem damals großen Handelsplatz gebracht wurde, zumal sich auch weitere Fundstücke aus dem hohen Norden Amerikas anfanden, wie Werkzeug, das dem Volk der Dorsetkultur zugeordnet wird. Insofern wird angenommen, dass die Münze auf Handelswegen von Labrador oder Neufundland (insbesondere L’Anse aux Meadows) ihren Weg nach Maine gefunden hat. Da die aus Silber bestehende Münze perforiert war, wird vermutet, dass sie zeitweilig auch als Schmuckstück diente.